# Línguas manincas
Maninca é um grupo de várias línguas e dialetos intimamente relacionados do subgrupo sul-oriental das línguas mandingas, pertencentes ao grupo mandê, da família nigero-congolesa. É a língua mãe do povo malinquê, sendo falada por 3,300,000 pessoas na Guiné e no Mali, onde a língua relacionada  bambara é a língua nacional, e também na Libéria, no Senegal, em Serra Leoa e na Costa do Marfim, onde possui status de língua oficial. O Ethnologue distingue os dialetos do maninca nas seguintes variedades, mas note que tais classificações são incertas:
- Maninkakan oriental, também chamado Malinke ou Maninka, falado por 1,890,000 pessoas na Guiné e .200,000 na Libéria e em Serra Leoa;
- Maninka, konyanka, com 128,000 falantes na Guiné;
- Maninka, sankaran, também chamado faranah, falado na Guiné;
- Forest maninka, parte do grupo maninka-mori junto aos dialetos wojenaka, worodougou, koro, koyaga, e mahou, falado por 15,000 pessoas na Costa do Marfim.